# Pomona (Namibia)
Pomona è una città fantasma della Namibia meridionale, situata a sud della cittadina di Lüderitz lungo la costa atlantica e a soli 15 chilometri a sud di Elizabeth Bay, in una zona chiamata Sperrgebiet, un'area ricca di miniere di diamanti con accesso limitato.
Attorno al 1910, al tempo della corsa ai diamanti nell'Africa sudoccidentale tedesca, nell'area di Pomona c'erano così tanti diamanti che questi potevano essere raccolti dal terreno con le nude mani. Pomona vantava la più proficua miniera di diamanti del suo tempo, generando oltre un milione di carati (200 kg) tra il 1912 e il 1914.

## Storia
Nell'area di Pomona i primi scavi iniziarono negli anni Sessanta dell'Ottocento. In seguito alla scoperta di depositi di guano, gli inglesi annessero le isole al largo della costa dell'Africa sudoccidentale; questo avvenimento spinse poi diversi esploratori e mercanti ad avventurarsi nell'area. Due di questi, Aaron de Pass e il capitano John Spence, ottennero i diritti minerari dal comandante David Christian per l'area lungo la costa e i 15°50’ di longitudine. Insieme essi fondarono la Pomona Mining Company e tentarono, senza successo, di estrarre rame, piombo e argento. Si ipotizzò successivamente che essi avessero spalato via i diamanti per raggiungere gli strati inferiori dove pensavano di trovare depositi minerari.
In seguito al ritrovamento del primo diamante, avvenuto nell'aprile 1908 da parte di August Stauch nei pressi della stazione di Grasplatz, subito si avviò la corsa ai diamanti nell'Africa sudoccidentale tedesca. Con lo spostarsi a sud dei cercatori, Stauch e il professor Robert Scheibe dell'Accademia mineraria reale di Berlino scoprirono importanti depositi alluvionali in quest'area, e portarono alla fondazione di un insediamento minerario in origine chiamato Pomonapforte (Porto Pomona), in quanto era posizionato all'ingresso di diverse vallate, tutte chiamate con i nomi dei due cercatori di diamanti e dei loro famigliari: Idatal (valle di Ida), in onore di Ida, moglie di Stauch, Barbaratal e Mariannental, in onore delle figlie dello Stauch, Stauchlager (Campo Stauch), e Scheibetal (valle di Scheibe).
I vecchi diritti minerari in possesso della Pomona Mining Company furono sia una benedizione che una maledizione. Il governo tedesco del tempo infatti dichiarò l'area protetta dopo soli sei mesi dalla scoperta della presenza di diamanti, dichiarando la nascita dello Sperrgebiet (zona vietata), una gigantesca striscia di terra larga cento chilometri estesa lungo la costa atlantica da 45 km a nord di Lüderitz fino al fiume Orange. I diritti minerari per quest'area furono quindi dati alla Deutsche Diamantengesellschaft (Corporazione tedesca dei diamanti), estromettendo così le rivendicazioni esistenti e i vecchi diritti del de Pass e dello Spence. L'area di Pomona rimase pertanto l'unico luogo dove fosse possibile avanzare nuove rivendicazioni, e in seguito a lunghe diatribe legali le attività di estrazione di diamanti iniziarono nel 1912 sotto l'egida della Pomona Diamanten Gesellschaft (Corporazione dei diamanti di Pomona). Ben presto questa miniera estrasse una media di 50 000 (10 000 g) al mese.
La Prima guerra mondiale fece terminare di colpo tutte le attività minerarie individuali; ben presto l'Unione Sudafricana sconfisse l'Impero tedesco in Africa sudoccidentale e si appropriò dello Sperrgebiet. De Beers divenne il proprietario delle miniere, che mantenne fino agli anni Novanta, quanto il governo namibiano comprò il 50% del pacchetto azionario in mano al De Beers, portando alla formazione di un partenariato congiunto col nome di Namdeb Diamond Corporation.

## Galleria d'immagini

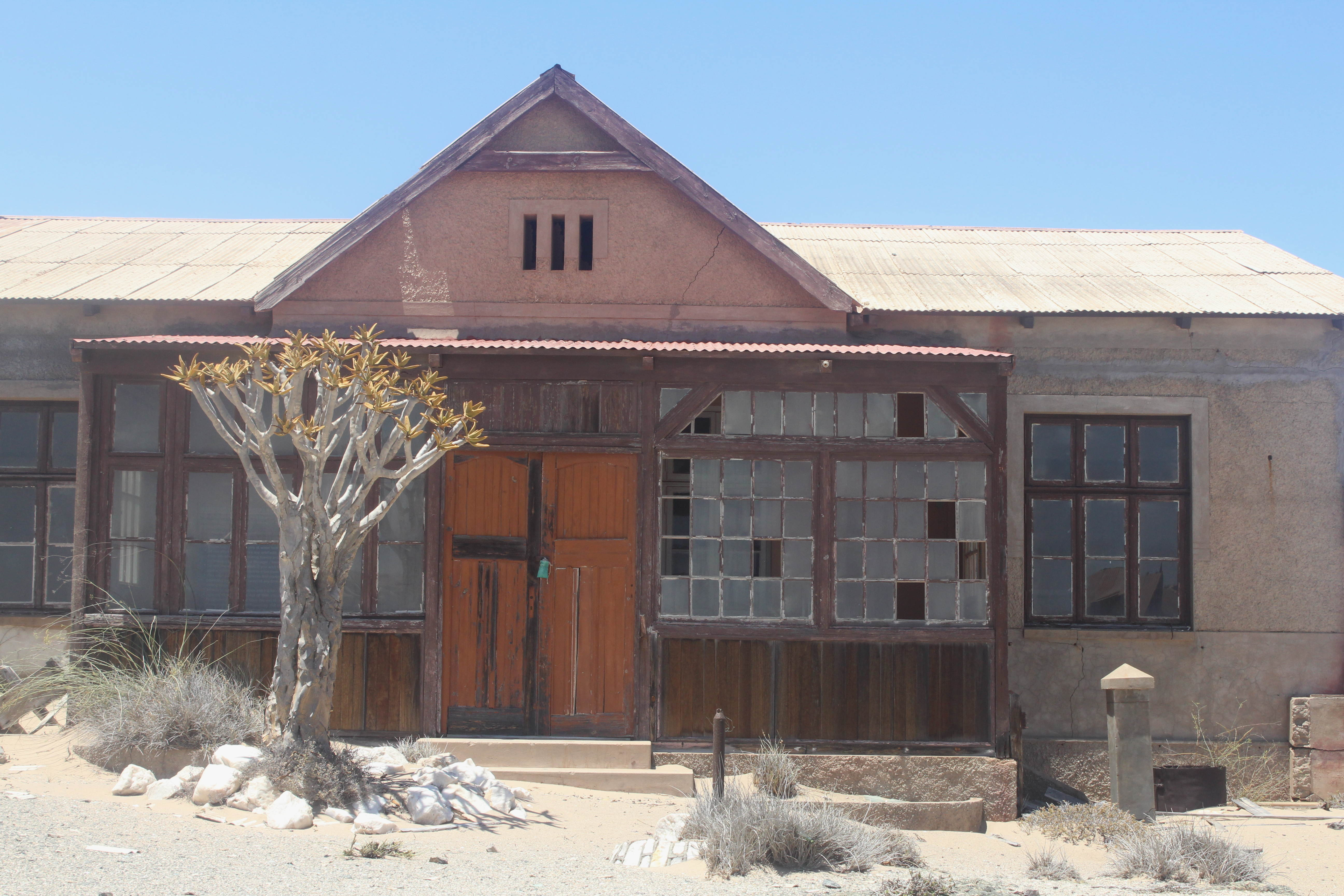
Un edificio storico di Pomona
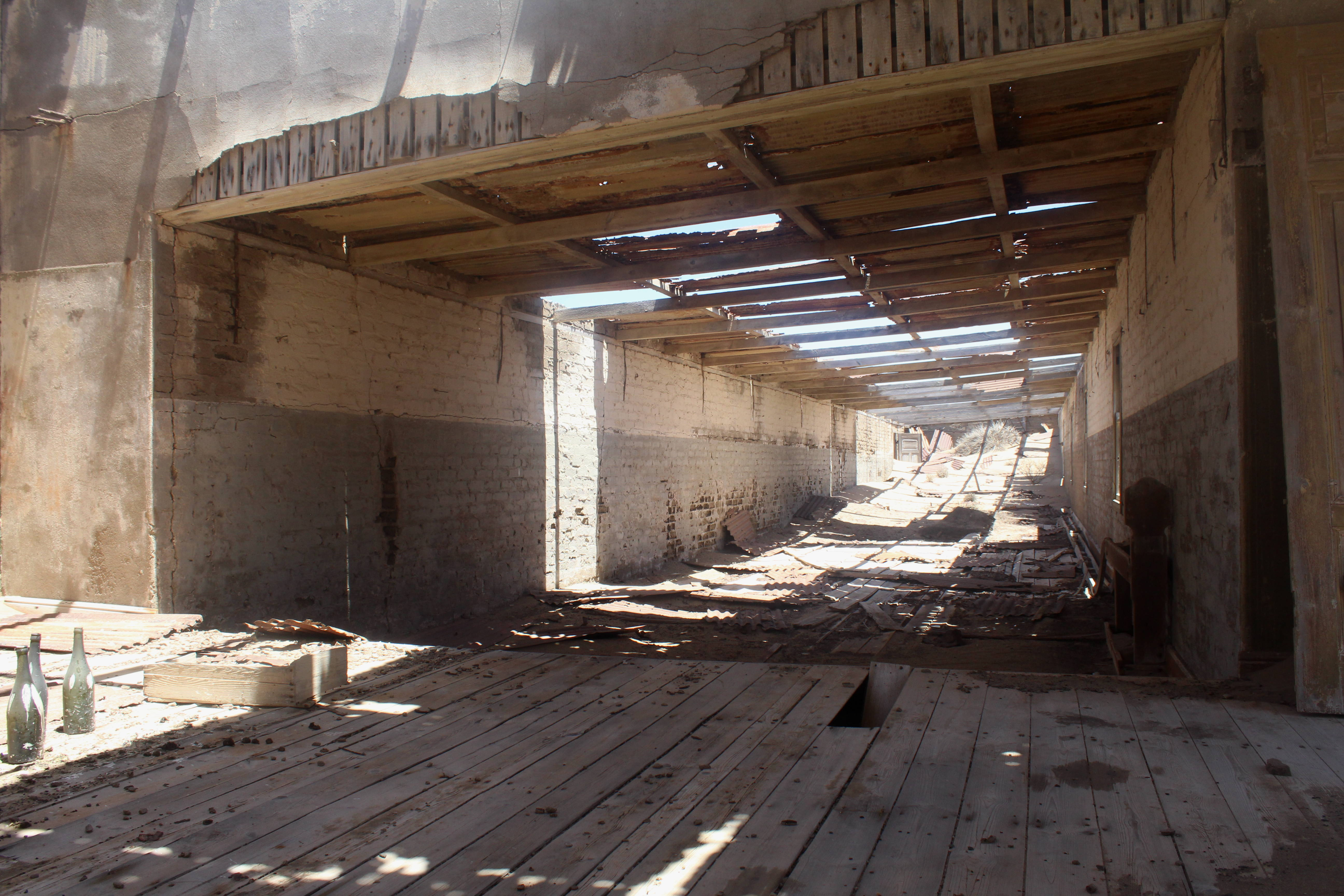
Il vecchio bowling di Pomona
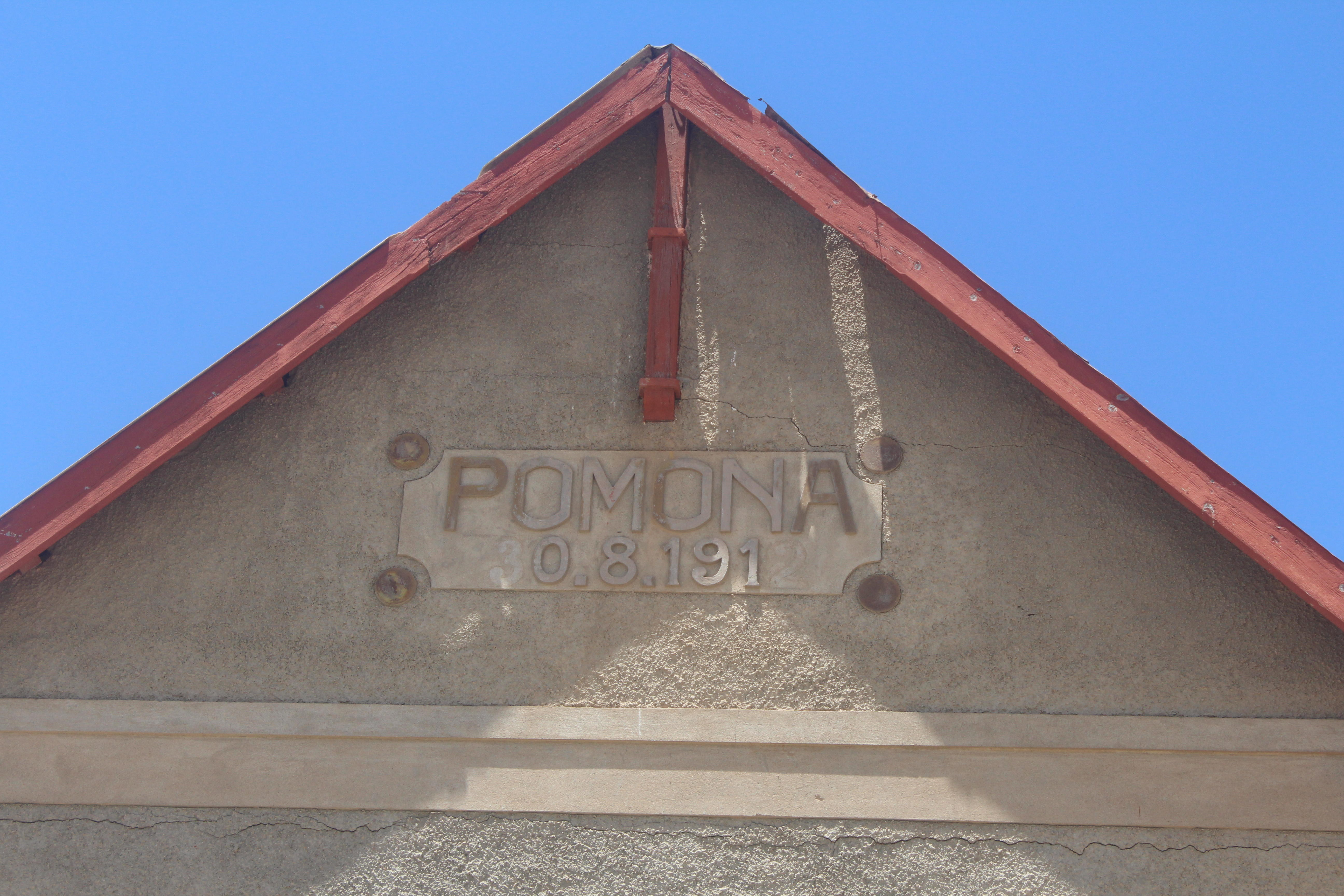
Facciata di un edificio di Pomona recante la data di costruzione